# Palmwag

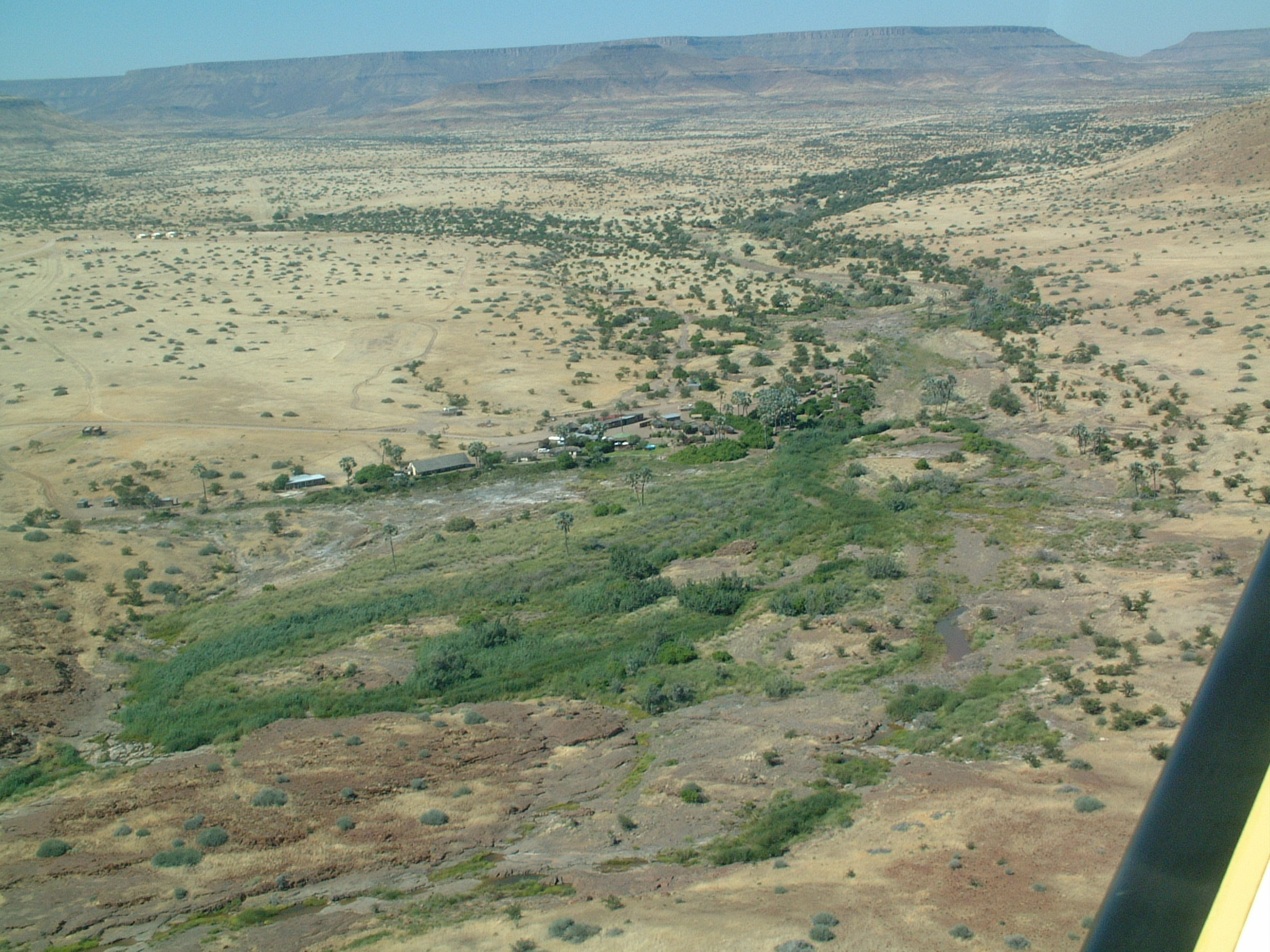
Tal des Uniab bei Palmwag

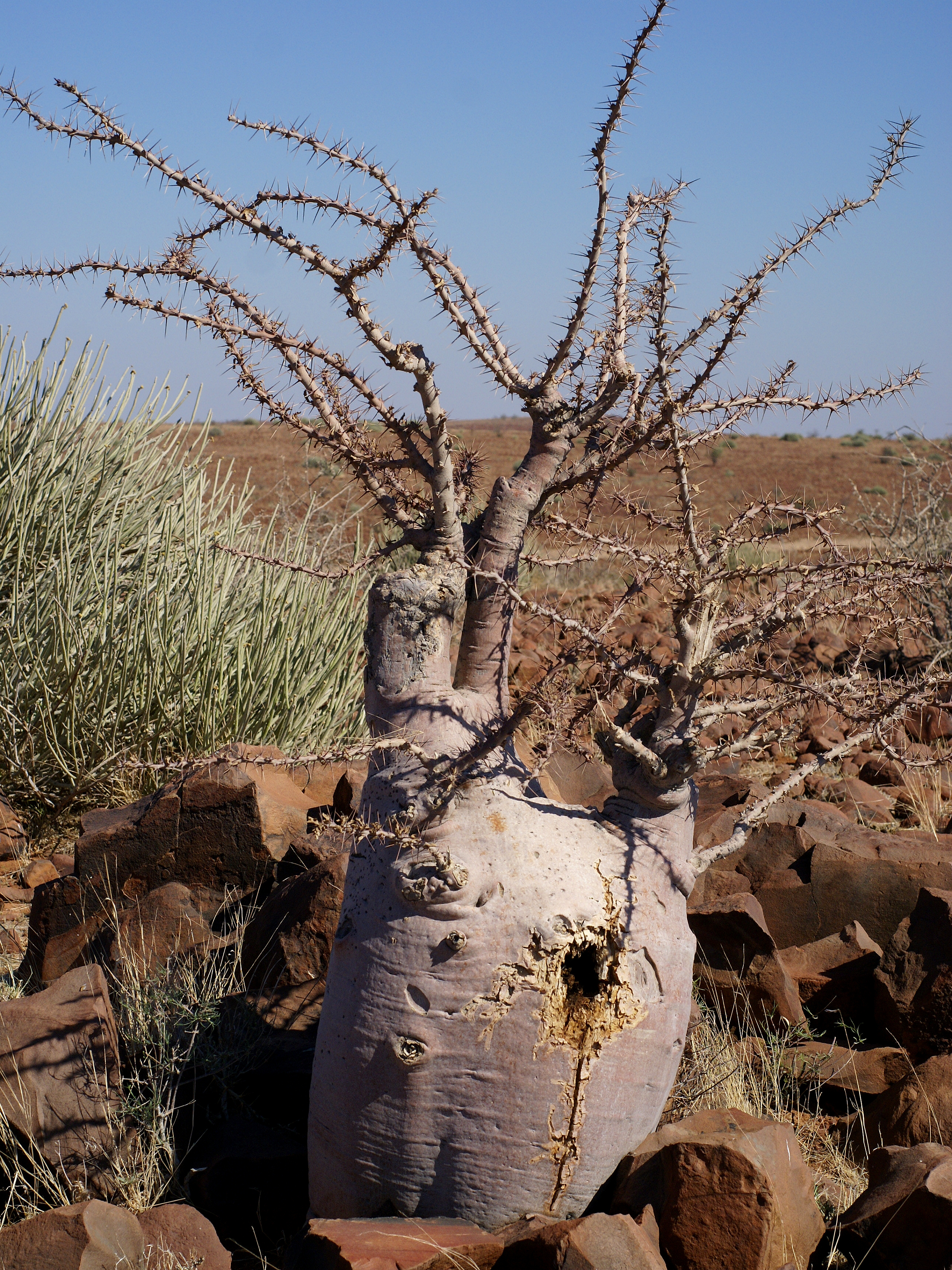
Flaschenbaum bei Palmwag

Palmwag ist eine Oase und ein diese umgebendes Konzessionsgebiet für den Naturschutz im Nordwesten Namibias. 

## Geografie
Es befindet sich in der Kunene-Region, im nordwestlichen ehemaligen Damaraland am Rande des Kaokoveld, auf halbem Weg zwischen Swakopmund und dem Etosha-Nationalpark. Es umfasst eine Fläche von etwa 5000 Quadratkilometern. Die Hauptlebensader des Gebietes ist das Tal des Uniab.
Direkt südlich von Palmwag verläuft der Veterinärzaun quer zur Hauptstraße C43, nördlich der Abzweigung der Hauptstraße C40 Richtung Osten.

## Flora und Fauna
Eine dort heimische interessante Baumart ist die Palme Hyphen pertesiana. Zu den Tierarten in Palmwag gehören Leopard, Löwe, Gepard, Bergzebra, Giraffen, Springböcke, Kudu, Hyänen und afrikanische Elefanten. Das Reservat hat auch die größte Population von südwestlichen Spitzmaulnashörnern in Afrika; eine lokale Organisation namens Save the Rhino Trust schützt sie. 
Palmwag ist eine Touristenattraktion. Die Hauptunterkunft in dem Gebiet ist die von der Gondwana Collection Namibia betriebene Palmwag Lodge in der Oase.